# Kipoureío
Kipoureío är en ort i Grekland.   Den ligger i prefekturen Nomós Grevenón och regionen Västra Makedonien, i den centrala delen av landet, 300 km nordväst om huvudstaden Aten. Kipoureío ligger 730 meter över havet och antalet invånare är 302.
Terrängen runt Kipoureío är kuperad. Runt Kipoureío är det ganska glesbefolkat, med 32 invånare per kvadratkilometer. Närmaste större samhälle är Grevená, 15,6 km norr om Kipoureío. Trakten runt Kipoureío består till största delen av jordbruksmark.